# Altenbrunslar

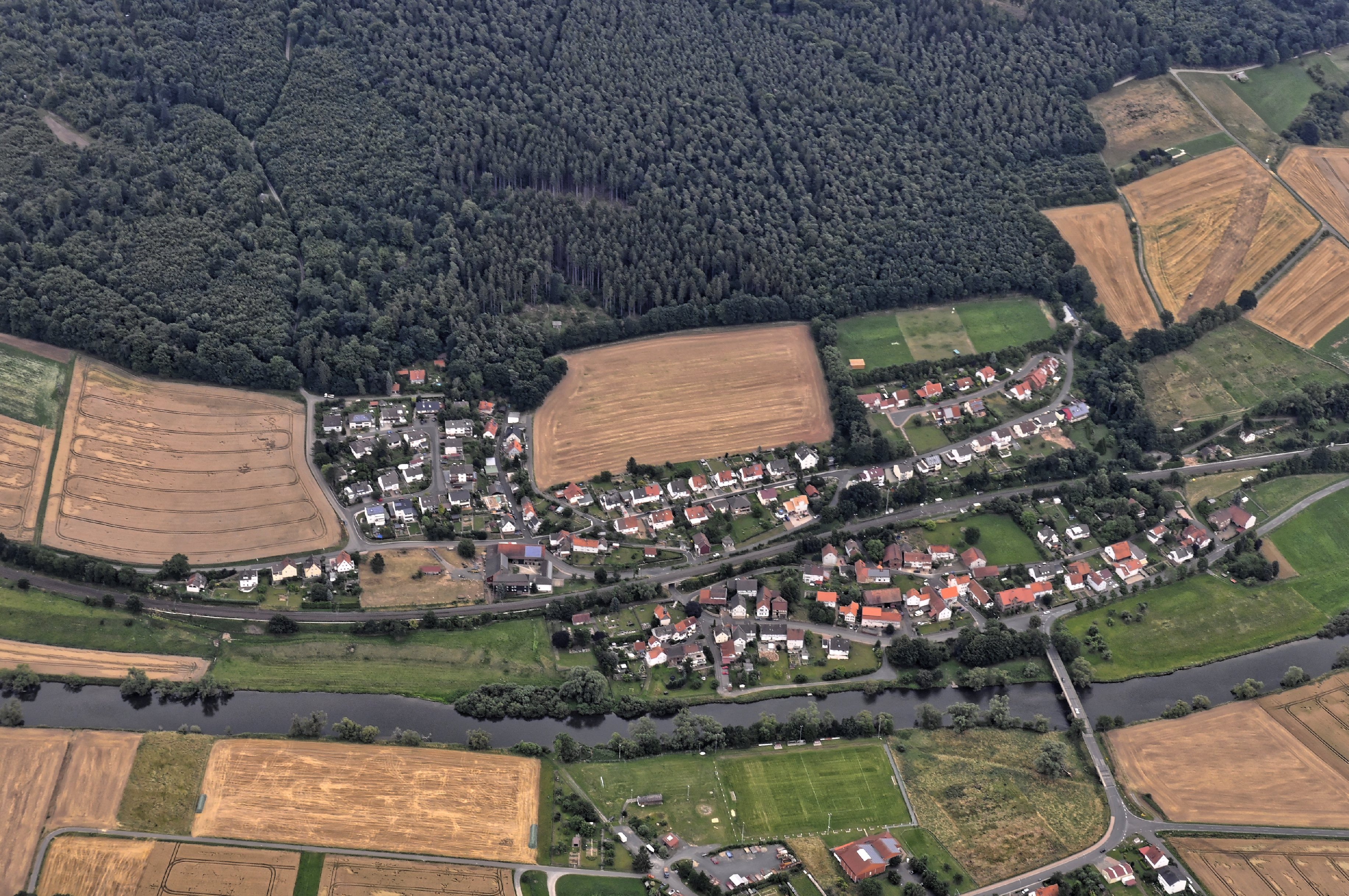
Luftaufnahme Altenbrunslar

Altenbrunslar ist einer von 16 Stadtteilen der Stadt Felsberg im nordhessischen Schwalm-Eder-Kreis.

## Geografie
Die Gemarkung des Dorfs umfasst eine Fläche von 9,1 km², die von ca. 300 Einwohnern bewohnt wird. Der Ort liegt am östlichen, orografisch rechten Ufer der Eder. Unmittelbar östlich des Orts liegt der noch heute so genannte Markwald, der einst von einer Markgenossenschaft von Einwohnern der umliegenden Gemeinden bewirtschaftet wurde.

## Geschichte

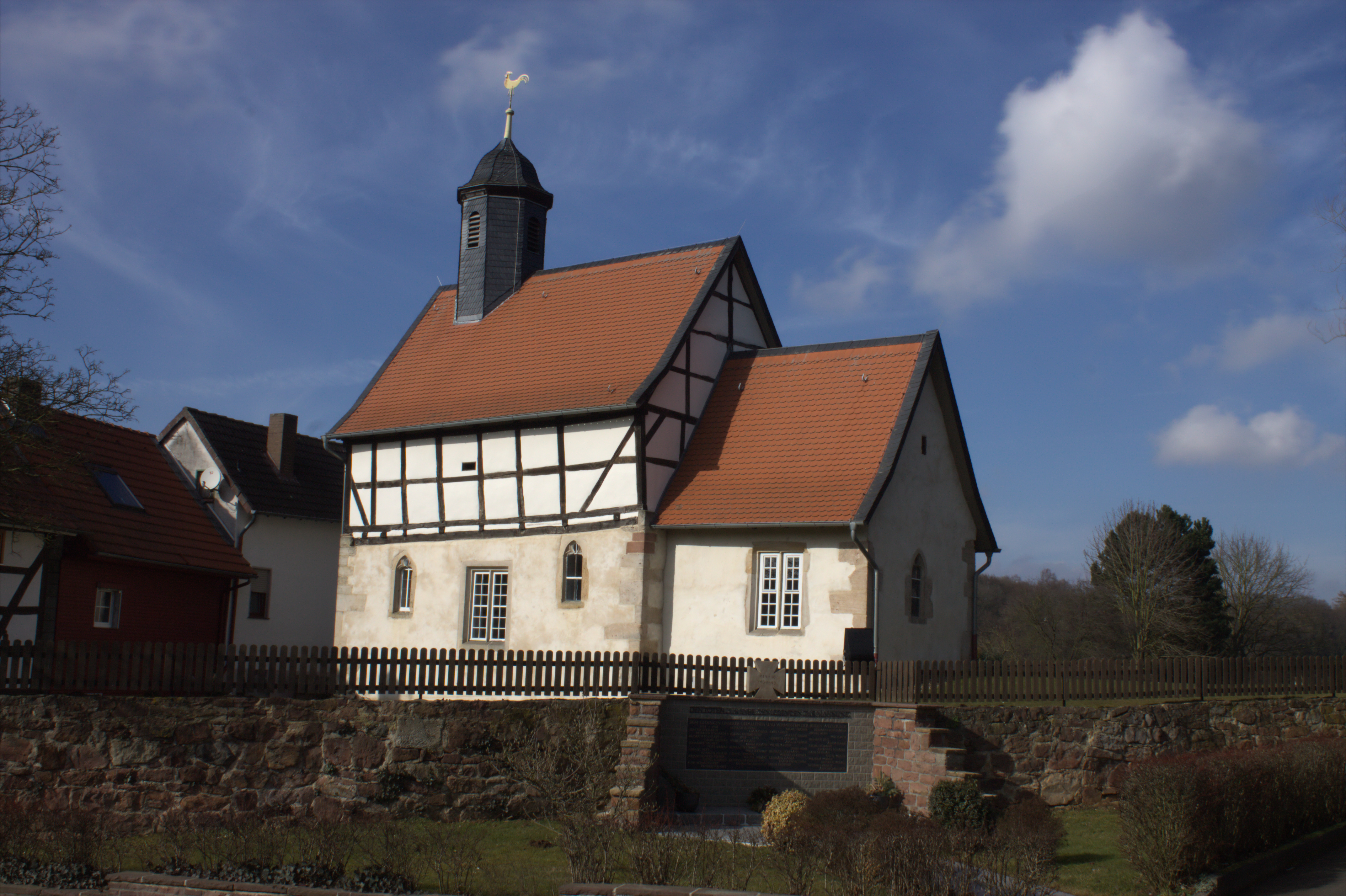
Die Kapelle in Altenbrunslar

Die älteste bekannte Erwähnung von Brunslar erfolgte im Jahr 1154 unter dem Namen „Bruneslar“ in einer Urkunde des Klosters Breitenau. Gesichert ist die Erwähnung von Altenbrunslar im Jahre 1410 im Güterregister derer von Hertingshausen. Von 1413 bis 1807 und von 1813 bis 1821 gehörte Altenbrunslar zum landgräflich-hessischen Amt Felsberg, von 1807 bis 1813 zum Kanton Gensungen des napoleonischen Königreichs Westphalen und ab 1821 zum Landkreis Melsungen im Kurfürstentum Hessen, das 1866 in Preußen aufging.
Am 3. September 1849 war die Main-Weser-Bahn fertig und der erste Zug fuhr durch Altenbrunslar, gezogen von der Henschel-Lokomotive Hassia. Erst 1902 erhielt Altenbrunslar einen Bahnhof.
Im Zuge der Gebietsreform in Hessen fusionierten zum 1. Februar 1971 die Gemeinden Altenbrunslar und  Neuenbrunslar freiwillig zur Gemeinde Brunslar. Zum 31. Dezember 1971 schloss sich die Gemeinde Wolfershausen der Gemeinde Brunslar an. Am 1. Januar 1974 wurde die Gemeinde Brunslar mit den Gemeinden Gensungen, Helmshausen, Hilgershausen und Rhünda sowie der Stadt Felsberg kraft Landesgesetz zur erweiterten Stadt Felsberg zusammengeschlossen. Für alle eingegliederten ehemals eigenständigen Gemeinden von Felsberg wurden Ortsbezirke  mit Ortsbeirat und Ortsvorsteher nach der Hessischen Gemeindeordnung gebildet.

## Bevölkerung
Einwohnerstruktur 2011
Nach den Erhebungen des Zensus 2011 lebten am Stichtag, dem 9. Mai 2011, in Altenbrunslar  303 Einwohner. Darunter waren 6 (2,0 %) Ausländer. Nach dem Lebensalter waren 57 Einwohner unter 18 Jahren, 102 zwischen 18 und 49, 63 zwischen 50 und 64 und 84 Einwohner waren älter. Die Einwohner lebten in 132 Haushalten. Davon waren 36 Singlehaushalte, 45 Paare ohne Kinder und 42 Paare mit Kindern, sowie 6 Alleinerziehende und 3 Wohngemeinschaften. In 39 Haushalten lebten ausschließlich Senioren und in 75 Haushaltungen lebten keine Senioren.
Einwohnerentwicklung
 Quelle: Historisches Ortslexikon
- 1555: 25 zinsbare Häuser
- 1585: 34 Haushaltungen
- 1747: 26 Haushaltungen

| Altenbrunslar: Einwohnerzahlen von 1834 bis 2020 | Altenbrunslar: Einwohnerzahlen von 1834 bis 2020 | Altenbrunslar: Einwohnerzahlen von 1834 bis 2020 | Altenbrunslar: Einwohnerzahlen von 1834 bis 2020 | Altenbrunslar: Einwohnerzahlen von 1834 bis 2020 |
| --- | ------------------------------------------------ | ------------------------------------------------ | ------------------------------------------------ | ------------------------------------------------ |
| Jahr |                                                  |                                                  |                                                  | Einwohner                                        |
| 1834 | 1834                                             |                                                  | 250                                              | 250                                              |
| 1840 | 1840                                             |                                                  | 291                                              | 291                                              |
| 1846 | 1846                                             |                                                  | 303                                              | 303                                              |
| 1852 | 1852                                             |                                                  | 296                                              | 296                                              |
| 1858 | 1858                                             |                                                  | 272                                              | 272                                              |
| 1864 | 1864                                             |                                                  | 263                                              | 263                                              |
| 1871 | 1871                                             |                                                  | 251                                              | 251                                              |
| 1875 | 1875                                             |                                                  | 234                                              | 234                                              |
| 1885 | 1885                                             |                                                  | 248                                              | 248                                              |
| 1895 | 1895                                             |                                                  | 300                                              | 300                                              |
| 1905 | 1905                                             |                                                  | 305                                              | 305                                              |
| 1910 | 1910                                             |                                                  | 284                                              | 284                                              |
| 1925 | 1925                                             |                                                  | 328                                              | 328                                              |
| 1939 | 1939                                             |                                                  | 318                                              | 318                                              |
| 1946 | 1946                                             |                                                  | 477                                              | 477                                              |
| 1950 | 1950                                             |                                                  | 485                                              | 485                                              |
| 1956 | 1956                                             |                                                  | 466                                              | 466                                              |
| 1961 | 1961                                             |                                                  | 437                                              | 437                                              |
| 1967 | 1967                                             |                                                  | 391                                              | 391                                              |
| 1980 | 1980                                             |                                                  | ?                                                | ?                                                |
| 1990 | 1990                                             |                                                  | ?                                                | ?                                                |
| 2000 | 2000                                             |                                                  | ?                                                | ?                                                |
| 2007 | 2007                                             |                                                  | 321                                              | 321                                              |
| 2011 | 2011                                             |                                                  | 303                                              | 303                                              |
| 2014 | 2014                                             |                                                  | 328                                              | 328                                              |
| 2020 | 2020                                             |                                                  | 306                                              | 306                                              |
| Datenquelle: Historisches Gemeindeverzeichnis für Hessen: Die Bevölkerung der Gemeinden 1834 bis 1967. Wiesbaden: Hessisches Statistisches Landesamt, 1968. Weitere Quellen: Stadt Felsberg:; Zensus 2011 |                                                  |                                                  |                                                  |                                                  |

Historische Religionszugehörigkeit
| • 1885: | 243 evangelische (= 97,98 %), fünf katholische (= 2,02 %) Einwohner |
| • 1961: | 382 evangelische (= 87,41 %), 48 katholische (= 10,98 %) Einwohner  |

## Politik
Für Altenbrunslar besteht ein Ortsbezirk (Gebiete der ehemaligen Gemeinde Altenbrunslar) mit Ortsbeirat und Ortsvorsteher nach der Hessischen Gemeindeordnung.
Der Ortsbeirat besteht aus fünf Mitgliedern. Bei den Kommunalwahlen in Hessen 2021 betrug die Wahlbeteiligung zum Ortsbeirat 85,54 %. Alle Kandidaten gehörten der „Dorfliste Altenbrunslar“ an. Der Ortsbeirat wählte Petra Schaumburg-Reis zur Ortsvorsteherin.

## Bauwerke

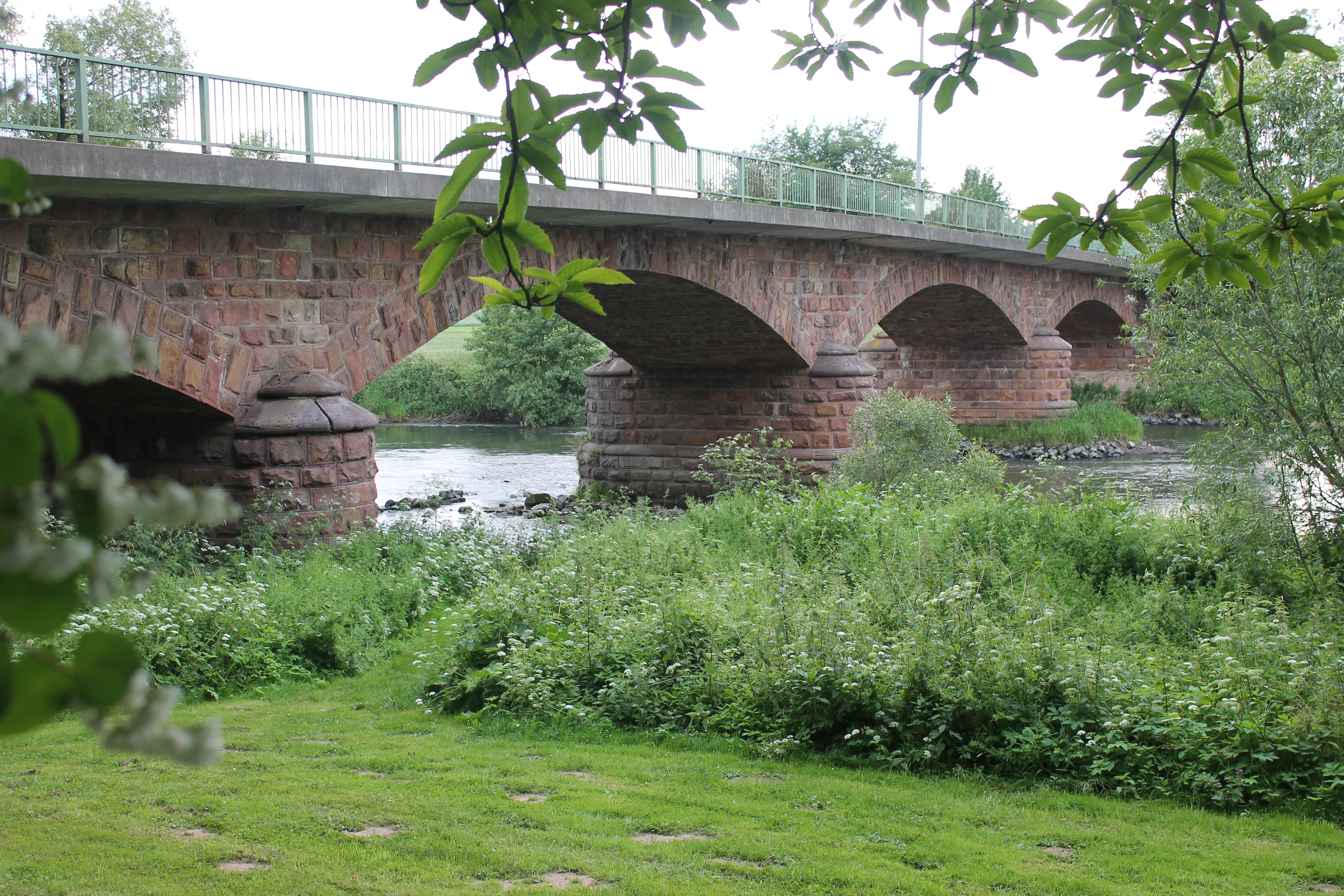
Die Ederbrücke bei Altenbrunslar

Die erste Ederbrücke aus Sandsteinen wurde 1885 erbaut. Vorher gab es nur einen Holzsteg (Specke) im Sommer und einen Fährmann im Winter.
Die denkmalgeschützte kleine evangelische Dorfkirche ist ein ursprünglich romanischer Bau, der in spätgotischer Zeit verändert und um einen Rechteckchor erweitert wurde. Über dem Schiff befindet sich ein fensterloses Fachwerkobergeschoss, das wohl ehemals als Fruchtspeicher genutzt wurde.

## Verkehr
Der Haltepunkt Felsberg-Altenbrunslar liegt an der Bahnstrecke Kassel–Frankfurt und wird von den NVV-Linien RB38, RB39 und RE98 bedient.
| Linie | Verlauf | Takt                     | Betreiber        |
| ----- | --- | ------------------------ | ---------------- |
| RB38  | Kassel Hbf – Kassel-Wilhelmshöhe – Kassel-Oberzwehren – Baunatal-Rengershausen – Baunatal-Guntershausen – Edermünde-Grifte – Felsberg-Wolfershausen – Felsberg-Altenbrunslar – Felsberg-Gensungen – Wabern (Bz Kassel) – Singlis – Borken (Hess) – Zimmersrode – Schlierbach (Kr Schwalm-Eder) – Treysa Stand: Fahrplanwechsel Dezember 2021 | einzelne Fahrten zur HVZ | DB Kurhessenbahn |
| RB39  | Kassel Hbf – Kassel-Wilhelmshöhe – Kassel-Oberzwehren – Baunatal-Rengershausen – Baunatal-Guntershausen – Edermünde-Grifte – Felsberg-Wolfershausen – Felsberg-Altenbrunslar – Felsberg-Gensungen – Wabern (Bz Kassel) – Zennern – Fritzlar – Ungedanken – Mandern – Wega – Bad Wildungen Stand: Fahrplanwechsel Dezember 2024 | 120 min (mit Lücken)     | DB Kurhessenbahn |
| RE98  | Main-Sieg-Express: Kassel Hbf – Kassel-Wilhelmshöhe – Baunatal-Guntershausen – Edermünde-Grifte – Felsberg-Wolfershausen – Felsberg-Altenbrunslar – Felsberg-Gensungen – Wabern (Bz Kassel) – Singlis – Borken (Hess) – Zimmersrode – Schlierbach (Kr Schwalm-Eder) – Treysa – Schwalmstadt-Wiera – Neustadt (Kr Marburg) – Stadtallendorf – Kirchhain (Bz Kassel) – Marburg (Lahn) – Gießen – Friedberg (Hess) – Frankfurt (Main) West (einzelne Züge im Berufsverkehr) – Frankfurt (Main) Hbf Gießen – Frankfurt vereinigt mit RE 99 von Siegen Stand: Fahrplanwechsel Dezember 2021 | 120 min                  | HLB Hessenbahn   |